# Austin Crute
Austin Crute (Norcross, 24 ottobre 1995) è un attore statunitense noto per i suoi ruoli nella serie Netflix Daybreak e nel film La rivincita delle sfigate.

## Biografia
Crute è nato in una famiglia religiosa ed è figlio di un pastore. Dal 2011 al 2012 è apparso come concorrente nel reality Majors & Minors e successivamente nell'album musicale nato dallo spettacolo. Si è diplomato alla Greater Atlanta Christian School nel 2014 e si è laureato all'Università di New York nel 2018.
Ha interpretato Alan nel film del 2019 La rivincita delle sfigate e ha preso pare alla serie Netflix post-apocalittica Daybreak. In precedenza è apparso come "BlackJustin Bieber" in un episodio della serie FX Atlanta. 
Come artista discografico, Crute ha pubblicato il brano Ungodly.
Crute è dichiaratamente gay.

## Filmografia (parziale)

### Cinema
- La rivincita delle sfigate (Booksmart), regia di Olivia Wilde (2019)
- Honk for Jesus. Save Your Soul, regia di Adamma Ebo (2022)
- They/Them, regia di John Logan (2022)

### Televisione
- Atlanta - serie TV, episodio 1x5 (2016)
- Orange Is the New Black - serie TV, episodio 6x2 (2018)
- Daybreak - serie TV, 10 episodi (2019)
- Trinkets - serie TV, 5 episodi (2020)
- Call Your Mother - serie TV, 13 episodi (2021)

## Doppiatori italiani
- Alex Polidori in Daybreak